# Serie A 1978 (hockey su pista)
La Serie A 1978 è stata la 55ª edizione (la 29ª a girone unico), del torneo di primo livello del campionato italiano di hockey su pista. La competizione ha avuto inizio il 21 gennaio e si è conclusa il 29 luglio 1978.
Lo scudetto è stato conquistato dal Trissino per la prima volta nella sua storia.

## Stagione

### Novità
Nel torneo precedente non vi furono squadre retrocesse in quanto la federazione decise l'ampliamento dei club partecipanti alla serie A da dodici a quattordici ripescando il Monza e il Grosseto che avrebbero dovuto disputare la serie B. Al torneo parteciparono: AFP Giovinazzo, Amatori Lodi, CGC Viareggio, Goriziana, Grosseto, Laverda Breganze, Monza, Novara (campione in carica), Follonica, Pordenone, Reggiana, Trissino e le neopromosse Atl. Forte dei Marmi e Marzotto Valdagno.

### Formula
La formula del campionato fu la stessa della stagione precedente; la manifestazione fu organizzata con un girone all'italiana, con gare di andata e ritorno per un totale di 26 giornate dovuto al numero maggiore di squadre partecipanti. Erano assegnati 2 punti per l'incontro vinto e un punto a testa per l'incontro pareggiato, mentre non ne era attribuito alcuno per la sconfitta. Al termine del campionato la prima squadra classificata venne proclamata campione d'Italia mentre la tredicesima e la quattordicesima classificate retrocedettero in serie B.

### Avvenimenti
Il campionato iniziò il 21 gennaio e si concluse il 29 luglio 1978. Fu un torneo molto combattuto. Nel girone di andata dopo una prima fuga del Breganze tra la terza e la quarta giornata furono i campioni uscenti del Novara e il Follonica a prendere la testa del campionato sorpassandosi a più riprese inseguite dal sorprendente Trissino. Nel girone di ritorno furono ancora queste tre compagini a fungere da battistrada. A quattro turni dalla fine il Novara si staccò dal gruppo di testa complici due sconfitte consecutive mentre il Trissino infilava quattro vittorie consecutive vincendo per la prima volta il titolo di campione d'Italia. A retrocedere in serie B furono il Grosseto e il Marzotto Valdagno.

## Squadre partecipanti
| Club                 | Stagione | Città                | Impianto                          | Stagione precedente              |
| -------------------- | -------- | -------------------- | --------------------------------- | -------------------------------- |
| AFP Giovinazzo       | dettagli | Giovinazzo (BA)      | Palasport di Giovinazzo           | 2º in Serie A                    |
| Amatori Lodi         | dettagli | Lodi (MI)            | PalaRiboni                        | 8º in Serie A                    |
| Atl. Forte dei Marmi | dettagli | Forte dei Marmi (LU) | PalaForte                         | In Serie B, promosso             |
| CGC Viareggio        | dettagli | Viareggio (LU)       | PalaBarsacchi                     | 9º in Serie A                    |
| Follonica            | dettagli | Follonica (GR)       | Pista Armeni                      | 4º in Serie A                    |
| Goriziana            | dettagli | Gorizia              | Palestra della Valletta del Corno | 7º in Serie A                    |
| Grosseto             | dettagli | Grosseto             | Pista di viale Manetti            | 12º in Serie A, ripescato        |
| Laverda Breganze     | dettagli | Breganze (VI)        | Centro giovanile Don Bosco        | 6º in Serie A                    |
| Marzotto Valdagno    | dettagli | Valdagno (VI)        | PalaSoldà                         | In Serie B, promosso             |
| Monza                | dettagli | Monza (MI)           | Pista di via Boccaccio            | 11º in Serie A, ripescato        |
| Novara               | dettagli | Novara               | Palazzetto dello sport            | 1º in Serie A, campione d'Italia |
| Pordenone            | dettagli | Pordenone            | ?                                 | 3º in Serie A                    |
| Reggiana             | dettagli | Reggio Emilia        | PalaRegnani di Scandiano (RE)     | 5º in Serie A                    |
| Trissino             | dettagli | Trissino (VI)        | Palasport di Trissino             | 10º in Serie A                   |

### Allenatori e primatisti
| Squadra              | Allenatore            | Cannoniere               |
| -------------------- | --------------------- | ------------------------ |
| AFP Giovinazzo       |                       |                          |
| Amatori Lodi         |                       |                          |
| Atl. Forte dei Marmi |                       |                          |
| CGC Viareggio        |                       |                          |
| Goriziana            |                       |                          |
| Grosseto             |                       |                          |
| Laverda Breganze     |                       |                          |
| Marzotto Valdagno    |                       |                          |
| Monza                |                       |                          |
| Novara               | Beniamino Battistella |                          |
| Follonica            |                       |                          |
| Pordenone            |                       |                          |
| Reggiana             |                       |                          |
| Trissino             |                       | Antonio Faccin (60 reti) |

## Classifica finale
|  | Pos. | Squadra              | Pt | G  | V  | N | P  | GF  | GS  | DR  |
|  | ---- | -------------------- | -- | -- | -- | - | -- | --- | --- | --- |
|  | 1.   | Trissino             | 38 | 26 | 17 | 4 | 5  | 106 | 75  | +31 |
|  | 2.   | Follonica            | 35 | 26 | 16 | 3 | 7  | 91  | 58  | +33 |
|  | 3.   | Laverda Breganze     | 34 | 26 | 13 | 8 | 5  | 83  | 71  | +12 |
|  | 4.   | Novara               | 32 | 26 | 14 | 4 | 8  | 100 | 80  | +20 |
|  | 5.   | Amatori Lodi         | 32 | 26 | 14 | 4 | 8  | 87  | 74  | +13 |
|  | 6.   | Atl. Forte dei Marmi | 30 | 26 | 13 | 4 | 9  | 108 | 75  | +33 |
|  | 7.   | Monza                | 30 | 26 | 11 | 8 | 7  | 97  | 67  | +30 |
|  | 8.   | AFP Giovinazzo       | 26 | 26 | 12 | 2 | 12 | 109 | 104 | +5  |
|  | 9.   | CGC Viareggio        | 26 | 26 | 10 | 6 | 10 | 83  | 90  | -7  |
|  | 10.  | Pordenone            | 21 | 26 | 7  | 7 | 12 | 87  | 87  | +0  |
|  | 11.  | Reggiana             | 18 | 26 | 7  | 4 | 15 | 77  | 107 | -30 |
|  | 12.  | Goriziana            | 16 | 26 | 7  | 2 | 17 | 92  | 124 | -32 |
|  | 13.  | Grosseto (-1)        | 14 | 26 | 6  | 3 | 17 | 79  | 128 | -49 |
|  | 14.  | Marzotto Valdagno    | 11 | 26 | 4  | 3 | 19 | 68  | 127 | -59 |

Legenda:
      Campione d'Italia e qualificato in Coppa dei Campioni 1978-1979.
  Vincitore della Coppa Italia 1978.
      Qualificato in Coppa delle Coppe 1978-1979.
      Retrocesso in Serie B.
Note:
Due punti a vittoria, uno a pareggio, zero a sconfitta.
In caso di parità di punteggio, le posizioni erano decise per differenza reti generale.
Il Grosseto fu penalizzato di 1 punto per rinuncia.

## Risultati
| Andata (1ª) | Andata (1ª) | Prima giornata                            | Ritorno (14ª) | Ritorno (14ª) |
|             |             |                                           |               |               |
| 21 gen.     | 4-1         | CGC Viareggio-Marzotto Valdagno           | 2-6           | 22 apr.       |
| 21 gen.     | 2-3         | Goriziana-Follonica                       | 4-8           | 22 apr.       |
| 21 gen.     | 3-4         | Grosseto-AFP Giovinazzo                   | 0-4           | 22 apr.       |
| 21 gen.     | 6-3         | Laverda Breganze-Atletico Forte dei Marmi | 4-3           | 22 apr.       |
| 21 gen.     | 3-0         | Monza-Reggiana                            | 2-0           | 22 apr.       |
| 21 gen.     | 2-4         | Pordenone-Amatori Lodi                    | 0-1           | 22 apr.       |
| 21 gen.     | 3-3         | Trissino-Novara                           | 5-4           | 22 apr.       |

| Andata (2ª) | Andata (2ª) | Seconda giornata                   | Ritorno (15ª) | Ritorno (15ª) |
|             |             |                                    |               |               |
| 28 gen.     | 4-4         | Amatori Lodi-CGC Viareggio         | 2-3           | 29 apr.       |
| 28 gen.     | 3-2         | Atletico Forte dei Marmi-Pordenone | 5-2           | 29 apr.       |
| 28 gen.     | 3-3         | Follonica-Monza                    | 1-2           | 29 apr.       |
| 28 gen.     | 6-3         | Goriziana-Trissino                 | 2-5           | 29 apr.       |
| 28 gen.     | 8-3         | Marzotto Valdagno-AFP Giovinazzo   | 1-5           | 29 apr.       |
| 28 gen.     | 2-0         | Novara-Grosseto                    | 6-5           | 29 apr.       |
| 28 gen.     | 1-2         | Reggiana-Laverda Breganze          | 1-1           | 29 apr.       |

| Andata (3ª) | Andata (3ª) | Terza giornata                        | Ritorno (16ª) | Ritorno (16ª) |
|             |             |                                       |               |               |
| 4 feb.      | 12-5        | AFP Giovinazzo-Goriziana              | 4-2           | 6 mag.        |
| 4 feb.      | 6-1         | Atletico Forte dei Marmi-Amatori Lodi | 3-1           | 6 mag.        |
| 4 feb.      | 2-3         | CGC Viareggio-Laverda Breganze        | 4-5           | 6 mag.        |
| 4 feb.      | 5-4         | Grosseto-Reggiana                     | 3-7           | 6 mag.        |
| 4 feb.      | 3-3         | Monza-Novara                          | 2-4           | 6 mag.        |
| 4 feb.      | 8-1         | Pordenone-Marzotto Valdagno           | 3-3           | 6 mag.        |
| 4 feb.      | 1-1         | Trissino-Follonica                    | 0-5           | 6 mag.        |

| Andata (4ª) | Andata (4ª) | Quarta giornata                            | Ritorno (17ª) | Ritorno (17ª) |
|             |             |                                            |               |               |
| 11 feb.     | 7-5         | AFP Giovinazzo-CGC Viareggio               | 2-3           | 19 mag.       |
| 11 feb.     | 1-6         | Amatori Lodi-Trissino                      | 2-5           | 19 mag.       |
| 11 feb.     | 4-2         | Goriziana-Novara                           | 3-4           | 19 mag.       |
| 11 feb.     | 6-3         | Laverda Breganze-Grosseto                  | 6-6           | 19 mag.       |
| 11 feb.     | 1-1         | Marzotto Valdagno-Atletico Forte dei Marmi | 2-7           | 19 mag.       |
| 11 feb.     | 5-2         | Pordenone-Monza                            | 2-3           | 19 mag.       |
| 11 feb.     | 1-4         | Reggiana-Follonica                         | 1-2           | 19 mag.       |

| Andata (5ª) | Andata (5ª) | Quinta giornata                        | Ritorno (18ª) | Ritorno (18ª) |
|             |             |                                        |               |               |
| 18 feb.     | 8-0         | Atletico Forte dei Marmi-CGC Viareggio | 1-3           | 3 giu.        |
| 18 feb.     | 3-0         | Follonica-AFP Giovinazzo               | 3-4           | 3 giu.        |
| 18 feb.     | 9-1         | Grosseto-Marzotto Valdagno             | 0-3           | 3 giu.        |
| 18 feb.     | 2-2         | Monza-Laverda Breganze                 | 3-3           | 3 giu.        |
| 18 feb.     | 3-2         | Novara-Amatori Lodi                    | 0-2           | 3 giu.        |
| 18 feb.     | 4-2         | Reggiana-Goriziana                     | 1-6           | 3 giu.        |
| 18 feb.     | 2-0         | Trissino-Pordenone                     | 3-3           | 3 giu.        |

| Andata (6ª) | Andata (6ª) | Sesta giornata                 | Ritorno (19ª) | Ritorno (19ª) |
|             |             |                                |               |               |
| 25 feb.     | 4-5         | AFP Giovinazzo-Trissino        | 3-6           | 10 giu.       |
| 25 feb.     | 3-1         | Amatori Lodi-Goriziana         | 7-6           | 10 giu.       |
| 25 feb.     | 2-2         | Atletico Forte dei Marmi-Monza | 4-4           | 10 giu.       |
| 25 feb.     | 2-2         | CGC Viareggio-Novara           | 2-5           | 10 giu.       |
| 25 feb.     | 2-4         | Laverda Breganze-Follonica     | 3-5           | 10 giu.       |
| 25 feb.     | 4-5         | Marzotto Valdagno-Reggiana     | 4-7           | 10 giu.       |
| 25 feb.     | 5-4         | Pordenone-Grosseto             | 3-3           | 10 giu.       |

| Andata (7ª) | Andata (7ª) | Settima giornata                  | Ritorno (20ª) | Ritorno (20ª) |
|             |             |                                   |               |               |
| 4 mar.      | 7-0         | Follonica-Marzotto Valdagno       | 2-0           | 17 giu.       |
| 4 mar.      | 4-3         | Goriziana-CGC Viareggio           | 1-3           | 17 giu.       |
| 4 mar.      | 5-2         | Grosseto-Atletico Forte dei Marmi | 1-5           | 17 giu.       |
| 4 mar.      | 5-1         | Monza-AFP Giovinazzo              | 1-8           | 17 giu.       |
| 4 mar.      | 10-5        | Novara-Pordenone                  | 5-6           | 17 giu.       |
| 4 mar.      | 3-3         | Reggiana-Amatori Lodi             | 4-10          | 17 giu.       |
| 4 mar.      | 2-1         | Trissino-Laverda Breganze         | 0-2           | 17 giu.       |

| Andata (8ª) | Andata (8ª) | Ottava giornata                   | Ritorno (21ª) | Ritorno (21ª) |
|             |             |                                   |               |               |
| 11 mar.     | 7-4         | AFP Giovinazzo-Reggiana           | 2-5           | 24 giu.       |
| 11 mar.     | 9-3         | Atletico Forte dei Marmi-Trissino | 1-3           | 24 giu.       |
| 11 mar.     | 4-2         | CGC Viareggio-Follonica           | 2-10          | 24 giu.       |
| 11 mar.     | 3-11        | Grosseto-Monza                    | 1-13          | 24 giu.       |
| 11 mar.     | 0-3         | Laverda Breganze-Novara           | 3-3           | 24 giu.       |
| 11 mar.     | 2-3         | Marzotto Valdagno-Amatori Lodi    | 3-6           | 24 giu.       |
| 11 mar.     | 3-3         | Pordenone-Goriziana               | 10-3          | 24 giu.       |

| Andata (9ª) | Andata (9ª) | Nona giornata                      | Ritorno (22ª) | Ritorno (22ª) |
|             |             |                                    |               |               |
| 18 mar.     | 1-1         | Amatori Lodi-Laverda Breganze      | 1-5           | 1º lug.       |
| 18 mar.     | 1-1         | CGC Viareggio-Monza                | 3-3           | 1º lug.       |
| 18 mar.     | 3-3         | Follonica-Atletico Forte dei Marmi | 1-2           | 1º lug.       |
| 18 mar.     | 7-3         | Goriziana-Marzotto Valdagno        | 4-2           | 1º lug.       |
| 18 mar.     | 3-2         | Novara-AFP Giovinazzo              | 6-9           | 1º lug.       |
| 18 mar.     | 3-4         | Reggiana-Pordenone                 | 3-3           | 1º lug.       |
| 18 mar.     | 4-2         | Trissino-Grosseto                  | 7-4           | 1º lug.       |

| Andata (10ª) | Andata (10ª) | Decima giornata                   | Ritorno (23ª) | Ritorno (23ª) |
|              |              |                                   |               |               |
| 25 mar.      | 2-2          | AFP Giovinazzo-Amatori Lodi       | 3-9           | 8 lug.        |
| 25 mar.      | 3-4          | Atletico Forte dei Marmi-Reggiana | 8-3           | 8 lug.        |
| 25 mar.      | 1-0          | Grosseto-Follonica                | 2-6           | 8 lug.        |
| 25 mar.      | 5-4          | Laverda Breganze-Goriziana        | 5-4           | 8 lug.        |
| 25 mar.      | 2-7          | Marzotto Valdagno-Novara          | 4-6           | 8 lug.        |
| 25 mar.      | 2-4          | Monza-Trissino                    | 2-4           | 8 lug.        |
| 25 mar.      | 2-2          | Pordenone-CGC Viareggio           | 2-4           | 8 lug.        |

| Andata (11ª) | Andata (11ª) | Undicesima giornata                | Ritorno (24ª) | Ritorno (24ª) |
|              |              |                                    |               |               |
| 1º apr.      | 2-2          | AFP Giovinazzo-Laverda Breganze    | 4-5           | 15 lug.       |
| 1º apr.      | 2-1          | Amatori Lodi-Grosseto              | 6-2           | 15 lug.       |
| 1º apr.      | 2-0          | CGC Viareggio-Trissino             | 3-8           | 15 lug.       |
| 1º apr.      | 4-3          | Follonica-Pordenone                | 3-2           | 15 lug.       |
| 1º apr.      | 5-3          | Goriziana-Atletico Forte dei Marmi | 1-8           | 15 lug.       |
| 1º apr.      | 3-6          | Marzotto Valdagno-Monza            | 1-8           | 15 lug.       |
| 1º apr.      | 2-1          | Novara-Reggiana                    | 2-4           | 15 lug.       |

| Andata (12ª) | Andata (12ª) | Dodicesima giornata                     | Ritorno (25ª) | Ritorno (25ª) |
|              |              |                                         |               |               |
| 8 apr.       | 5-4          | Atletico Forte dei Marmi-AFP Giovinazzo | 5-6           | 22 lug.       |
| 8 apr.       | 3-0          | Follonica-Novara                        | 0-7           | 22 lug.       |
| 8 apr.       | 6-5          | Grosseto-Goriziana                      | 4-4           | 22 lug.       |
| 8 apr.       | 4-2          | Laverda Breganze-Pordenone              | 2-2           | 22 lug.       |
| 8 apr.       | 0-2          | Monza-Amatori Lodi                      | 1-3           | 22 lug.       |
| 8 apr.       | 2-2          | Reggiana-CGC Viareggio                  | 3-8           | 22 lug.       |
| 8 apr.       | 5-5          | Trissino-Marzotto Valdagno              | 7-2           | 22 lug.       |

| \| Andata (13ª)[3] \| Andata (13ª)[3] \| Tredicesima giornata \| Ritorno (26ª) \| Ritorno (26ª) \| \| \| \| \| \| \| \| 26 mag. \| 4-2 \| Amatori Lodi-Follonica \| 5-6 \| 29 lug. \| \| 26 mag. \| 8-1 \| CGC Viareggio-Grosseto \| 4-5 \| 29 lug. \| \| 26 mag. \| 1-4 \| Goriziana-Monza \| 3-9 \| 29 lug. \| \| 26 mag. \| 4-1 \| Marzotto Valdagno-Laverda Breganze \| 2-4 \| 29 lug. \| \| 26 mag. \| 3-2 \| Novara-Atletico Forte dei Marmi \| 5-6 \| 29 lug. \| \| 26 mag. \| 6-1 \| Pordenone-AFP Giovinazzo \| 2-6 \| 29 lug. \| \| 26 mag. \| 8-3 \| Trissino-Reggiana \| 7-3 \| 29 lug. \| |              |                                    |               |               |
| Andata (13ª) | Andata (13ª) | Tredicesima giornata               | Ritorno (26ª) | Ritorno (26ª) |
| |              |                                    |               |               |
| 26 mag. | 4-2          | Amatori Lodi-Follonica             | 5-6           | 29 lug.       |
| 26 mag. | 8-1          | CGC Viareggio-Grosseto             | 4-5           | 29 lug.       |
| 26 mag. | 1-4          | Goriziana-Monza                    | 3-9           | 29 lug.       |
| 26 mag. | 4-1          | Marzotto Valdagno-Laverda Breganze | 2-4           | 29 lug.       |
| 26 mag. | 3-2          | Novara-Atletico Forte dei Marmi    | 5-6           | 29 lug.       |
| 26 mag. | 6-1          | Pordenone-AFP Giovinazzo           | 2-6           | 29 lug.       |
| 26 mag. | 8-3          | Trissino-Reggiana                  | 7-3           | 29 lug.       |

## Verdetti
| Verdetto                          | Club                       |
| --------------------------------- | -------------------------- |
| Campione d'Italia 1978            | Trissino (1º titolo)       |
| Qualificato in Coppa dei Campioni | Trissino                   |
| Qualificato in Coppa delle Coppe  | Amatori Lodi               |
| Retrocesse in Serie B             | Grosseto Marzotto Valdagno |

### Squadra campione
| N° | Naz.              | Ruolo | Sportivo                            |  |  |  |
| -- | ----------------- | ----- | ----------------------------------- |  |  |  |
| ?  | Italia (bandiera) | E     | Giuseppe Bertacco                   |  |  |  |
| ?  | Italia (bandiera) | E     | Alberto Cenzi (1961)                |  |  |  |
| ?  | Italia (bandiera) | E     | Aronne Cerato                       |  |  |  |
| ?  | Italia (bandiera) | E     | Antonio Faccin (1952)               |  |  |  |
| ?  | Italia (bandiera) | P     | Giampaolo Faggion                   |  |  |  |
| ?  | Italia (bandiera) | P     | Giampaolo Gentilin                  |  |  |  |
| ?  | Italia (bandiera) | E     | Giuseppe Golin                      |  |  |  |
| ?  | Italia (bandiera) | E     | Massimiliano Nicoletti (1949)       |  |  |  |
| ?  | Italia (bandiera) | E     | Giampaolo Pasqualotto               |  |  |  |
| ?  | Italia (bandiera) | E     | Alberto Peruffo                     |  |  |  |
| ?  | Italia (bandiera) | D     | Bonaventura Paolo Stocchetti (1960) |  |  |  |
| ?  | Italia (bandiera) | P     | Maurizio Zenoni                     |  |  |  |

- Allenatore:

## Statistiche del torneo

### Capoliste solitarie
|    | —— | ——   | ——   | —— | ——        | ——        | ——        | ——        | ——   | ——   | ——   | ——   | ——   | ——  | ——     | ——     | ——     | ——     | ——   | ——   | ——  | ——  | ——  | ——       | ——       | —— |  |
|    |    | Bre. | Bre. |    | Follonica | Follonica | Follonica | Follonica | Nov. | Nov. | Fol. | Nov. | Fol. |     | Novara | Novara | Novara | Novara | Fol. | Fol. |     |     |     | Trissino | Trissino |    |  |
|    |    |      |      |    |           |           |           |           |      |      |      |      |      |     |        |        |        |        |      |      |     |     |     |          |          |    |  |
|    |    |      |      |    |           |           |           |           |      |      |      |      |      |     |        |        |        |        |      |      |     |     |     |          |          |    |  |
| 1ª | 2ª | 3ª   | 4ª   | 5ª | 6ª        | 7ª        | 8ª        | 9ª        | 10ª  | 11ª  | 12ª  | 13ª  | 14ª  | 15ª | 16ª    | 17ª    | 18ª    | 19ª    | 20ª  | 21ª  | 22ª | 23ª | 24ª | 25ª      | 26ª      |    |  |

### Classifica in divenire
|                      | 1ª | 2ª | 3ª | 4ª | 5ª | 6ª | 7ª | 8ª | 9ª | 10ª | 11ª | 12ª | 13ª | 14ª | 15ª | 16ª | 17ª | 18ª | 19ª | 20ª | 21ª | 22ª | 23ª | 24ª | 25ª | 26ª |
| -------------------- | -- | -- | -- | -- | -- | -- | -- | -- | -- | --- | --- | --- | --- | --- | --- | --- | --- | --- | --- | --- | --- | --- | --- | --- | --- | --- |
| AFP Giovinazzo       | 2  | 2  | 4  | 6  | 6  | 6  | 6  | 8  | 8  | 9   | 10  | 10  | 10  | 12  | 14  | 16  | 16  | 18  | 18  | 20  | 20  | 22  | 22  | 22  | 24  | 26  |
| Amatori Lodi         | 2  | 3  | 3  | 3  | 3  | 5  | 6  | 8  | 9  | 10  | 12  | 14  | 16  | 18  | 18  | 18  | 18  | 20  | 22  | 24  | 26  | 26  | 28  | 30  | 32  | 32  |
| Atl. Forte dei Marmi | 0  | 2  | 4  | 5  | 7  | 8  | 8  | 10 | 11 | 11  | 11  | 13  | 13  | 13  | 15  | 17  | 19  | 19  | 20  | 22  | 22  | 24  | 26  | 28  | 28  | 30  |
| CGC Viareggio        | 2  | 3  | 3  | 3  | 3  | 4  | 4  | 6  | 7  | 8   | 10  | 11  | 13  | 13  | 15  | 15  | 17  | 19  | 19  | 21  | 21  | 22  | 24  | 24  | 26  | 26  |
| Goriziana            | 0  | 2  | 2  | 4  | 4  | 4  | 6  | 7  | 9  | 9   | 11  | 11  | 11  | 11  | 11  | 11  | 11  | 13  | 13  | 13  | 13  | 15  | 15  | 15  | 16  | 16  |
| Grosseto             | 0  | -1 | 1  | 1  | 3  | 3  | 5  | 5  | 5  | 7   | 7   | 9   | 9   | 9   | 9   | 9   | 10  | 10  | 11  | 11  | 11  | 11  | 11  | 11  | 12  | 14  |
| Laverda Breganze     | 2  | 4  | 6  | 8  | 9  | 9  | 9  | 9  | 10 | 12  | 13  | 15  | 15  | 17  | 18  | 20  | 21  | 22  | 24  | 24  | 25  | 27  | 29  | 31  | 33  | 34  |
| Marzotto Valdagno    | 0  | 2  | 2  | 3  | 3  | 3  | 3  | 3  | 3  | 3   | 3   | 4   | 6   | 8   | 8   | 9   | 9   | 11  | 11  | 11  | 11  | 11  | 11  | 11  | 11  | 11  |
| Monza                | 2  | 3  | 4  | 4  | 5  | 6  | 8  | 10 | 11 | 11  | 13  | 13  | 15  | 17  | 19  | 19  | 21  | 22  | 23  | 23  | 25  | 26  | 26  | 28  | 28  | 30  |
| Novara               | 1  | 3  | 4  | 4  | 6  | 7  | 9  | 11 | 13 | 15  | 17  | 17  | 19  | 19  | 21  | 23  | 25  | 25  | 27  | 27  | 28  | 28  | 30  | 30  | 32  | 32  |
| Follonica            | 2  | 3  | 5  | 7  | 9  | 11 | 13 | 13 | 14 | 14  | 16  | 18  | 18  | 20  | 20  | 22  | 24  | 24  | 26  | 28  | 30  | 30  | 32  | 34  | 34  | 35  |
| Pordenone            | 0  | 0  | 2  | 4  | 4  | 6  | 6  | 7  | 9  | 10  | 10  | 10  | 12  | 12  | 12  | 13  | 13  | 14  | 15  | 17  | 19  | 20  | 20  | 20  | 21  | 21  |
| Reggiana             | 0  | 0  | 0  | 0  | 2  | 4  | 5  | 5  | 5  | 7   | 7   | 8   | 8   | 8   | 9   | 11  | 11  | 11  | 13  | 13  | 15  | 16  | 16  | 18  | 18  | 18  |
| Trissino             | 1  | 1  | 2  | 4  | 6  | 8  | 10 | 10 | 12 | 14  | 14  | 15  | 17  | 19  | 21  | 21  | 23  | 24  | 26  | 26  | 28  | 30  | 32  | 34  | 36  | 38  |

### Record squadre
- Maggior numero di vittorie: Trissino (17)
- Minor numero di vittorie: Marzotto Valdagno (4)
- Maggior numero di pareggi: Laverda Breganze e Monza (8)
- Minor numero di pareggi: AFP Giovinazzo e Goriziana (2)
- Maggior numero di sconfitte: Marzotto Valdagno (19)
- Minor numero di sconfitte: Laverda Breganze e Trissino (5)
- Miglior attacco: AFP Giovinazzo (109 reti realizzate)
- Peggior attacco: Marzotto Valdagno (68 reti realizzate)
- Miglior difesa: Follonica (58 reti subite)
- Peggior difesa: Grosseto (128 reti subite)
- Miglior differenza reti: Atl. Forte dei Marmi e Follonica (+33)
- Peggior differenza reti: Marzotto Valdagno (-59)

### Classifica cannonieri
| Gol |  |  | Giocatore      | Squadra  |
| --- |  |  | -------------- | -------- |
| 60  |  |  | Antonio Faccin | Trissino |